# 河津氏
河津氏（かわづし、かわづうじ）は、日本の氏族の一つ。藤原南家流工藤氏（伊東氏、久須見氏）の流れをくむ日本の氏族。曾我兄弟を出したことで知られる。

## 藤原南家伊東氏流の河津氏

### 歴史

#### 工藤祐経との抗争
久須見入道寂心（伊東祐隆）には数多くの子息がいたが、皆早世してしまった。そこで、後妻の娘の子である祐継に伊東荘を与え、伊東の姓を名乗らせて後継者とした。しかし、実子・祐家の孤児である祐親を不憫に思い、これも養子として引き取った。祐隆は、祐親に河津荘を与え、河津の姓を名乗らせた。これが、河津氏の始まりである。
本来は嫡孫であるにも係わらず、次子扱いされたことに祐親は不満を感じていたらしく、『曽我物語』では祐継のことを「異姓他人の継娘の子」と罵る場面が見られる。
祐隆が死去すると、祐継が家督を継いだがその祐継も程なくして死去した。祐継は臨終の際に、嫡子・工藤祐経と義弟の河津祐親を呼び、祐親に祐経の後事を託し、工藤祐経に対しても祐親を親のように思えと遺言を残した。祐親は表面上これに従い、祐経に娘・万劫御前を嫁がせたが、内心は所領の奪還を考えていた。祐経が上洛すると、祐親は好機と捉え、祐経の相続地である伊東荘を強奪し、更には妻の万劫御前も奪って土肥遠平に嫁がせた。因みに、伊東荘を強奪の際、祐親は名字を河津から伊東に改め、河津の名字は嫡子・河津祐泰が継承したが、この祐泰が曾我兄弟の父である。祐親の次子・祐清は伊東の名字を名乗った。このような祐親の行為に祐経は憤激し、上方（平家）に取り合ったが、祐親の買収工作に拠り、悉く失敗した。
そこで工藤祐経は直接、祐親を討って遺恨を晴らさんと、安元2年（1176年）10月、己の郎党に祐親の狩の帰りを狙い矢を射させた。しかし、その矢は祐親ではなく、河津祐泰に命中し、祐泰は死亡した。祐泰の妻・満江御前とその子、一萬丸と箱王が残されたが、祐親はこれを不憫と思い、満江御前を曾我祐信に嫁がせ、一萬・箱王兄弟は祐信の許で養育されることになった。

#### 源頼朝の挙兵
安元元年（1175年）、伊豆に配流された源頼朝と祐親の三女（八重姫）が通じ合い、2人の間に千鶴丸が誕生する事件が起きる。親平家方であった祐親は、この事件を知るや否や千鶴丸を殺し、三女を頼朝から引き離して江間小四郎の許に嫁がせ、更には頼朝も亡き者にせんとした。これを知った祐親の次子で、頼朝の乳母・比企尼の娘婿だった祐清は頼朝を北条時政の許に落ち延びさせた。
治承4年（1180年）に頼朝が挙兵すると、祐経を初めとする狩野・工藤一党は頼朝方に馳せ参じたが、祐親と祐清は平家方に加わり、大庭景親と共同して頼朝勢を石橋山の戦いで撃破する。しかし、頼朝が勢力を回復すると祐親父子は捕らえられ、祐親は娘婿の三浦義澄に預けられる。義澄等の助命嘆願が功を発して、祐親は頼朝から赦免されるが、祐親はこれを恥じて自害した。
伊東祐清は、頼朝から嘗て己の命を助けて貰った恩義から配下になるよう薦められたが、これを拒否し、処刑されたとも、平家方に身を投じて篠原の戦いで討ち死にしたとも記録されているが定かではない。挙兵した頼朝を伊東館から逃がした事が平家方に発覚した場合の事を考えればこの時点で平家方に行く事は考え難い。また、三女の夫・江間小四郎は頼朝に殺された。
他方、祐経は早期に頼朝に味方したことから、その君寵が厚く、その反面、数多くの御家人から妬まれた。そして、祐経は、成長した祐泰の遺児である一萬・箱王兄弟改め曾我祐成・曾我時致によって父の仇として討たれるのだが、その過程は『曽我物語』に詳しく描かれている。
奥三河の東栄町には伊豆から移住した伊藤氏と日向から移住した伊東氏の記録があり、日向から入った伊東氏が伊豆から来た伊藤氏に土地を与えて因縁を払拭したという歴史が1955年発行の地域史「振草本郷」に記録されており設楽から東栄町にかけての地域一体には庵木瓜を家紋とする伊藤姓が数多く分布している。

## 尾張伊東氏（備中岡田藩主家→華族の子爵家）
源頼朝は伊東祐清から命を助けられた恩義を生涯忘れなかった。頼朝は、祐清の遺児・祐光に伊東荘を与えている。祐光の玄孫・祐熙は足利尊氏から先祖代々の地である久須見・伊東・河津の地を与えられた。
祐熙の子孫である伊東祐之（長久）は織田信長に仕え、その息子・長実は豊臣秀吉の家臣となり、天正19年（1591年）に備中国川辺に1万300石を与えられ大名となる。長実は秀吉の息子・秀頼にも仕え、大坂の陣でも豊臣方として馳せ参じる。しかし、長実は嘗ての関ヶ原の戦いで石田三成の挙兵をいち早く徳川家康に知らせた功によって、徳川家康から豊臣方に加わった罪を許されている。そして。元和元年（1615年）、備中下道郡・美濃国池田郡・摂津国豊島郡・河内国高安郡の各郡内に10,343石を与えられ立藩した。これが備中岡田藩である。
なお、日向国飫肥藩の伊東氏（祐経の子孫）を日向伊東氏と呼ぶのに対し、備中国岡田藩の伊東氏を尾張伊東氏と呼ぶ。
維新後の明治2年には華族に列し、明治17年に伊東長トシが華族の子爵に列せられた。3代子爵二郎は、伊東巳代治伯爵の次男で鉄道省官僚となった。4代子爵九郎の代の昭和前期に伊東子爵家の住居は東京市豊島区西巣鴨にあった。

## 筑前河津氏
伊豆の伊東祐清の七代孫と伝えられる「河津貞重（重貞）」が、執権北条貞時から糟屋郡の尾中庄を与えられて下り衆として筑前国に入り、宗像郡の西郷庄（福間町、現福津市）に住み着いた。河津氏は北条氏の姻戚で、配下の一族。後に大内氏に服属。